# Guerras veneziano-genovesas

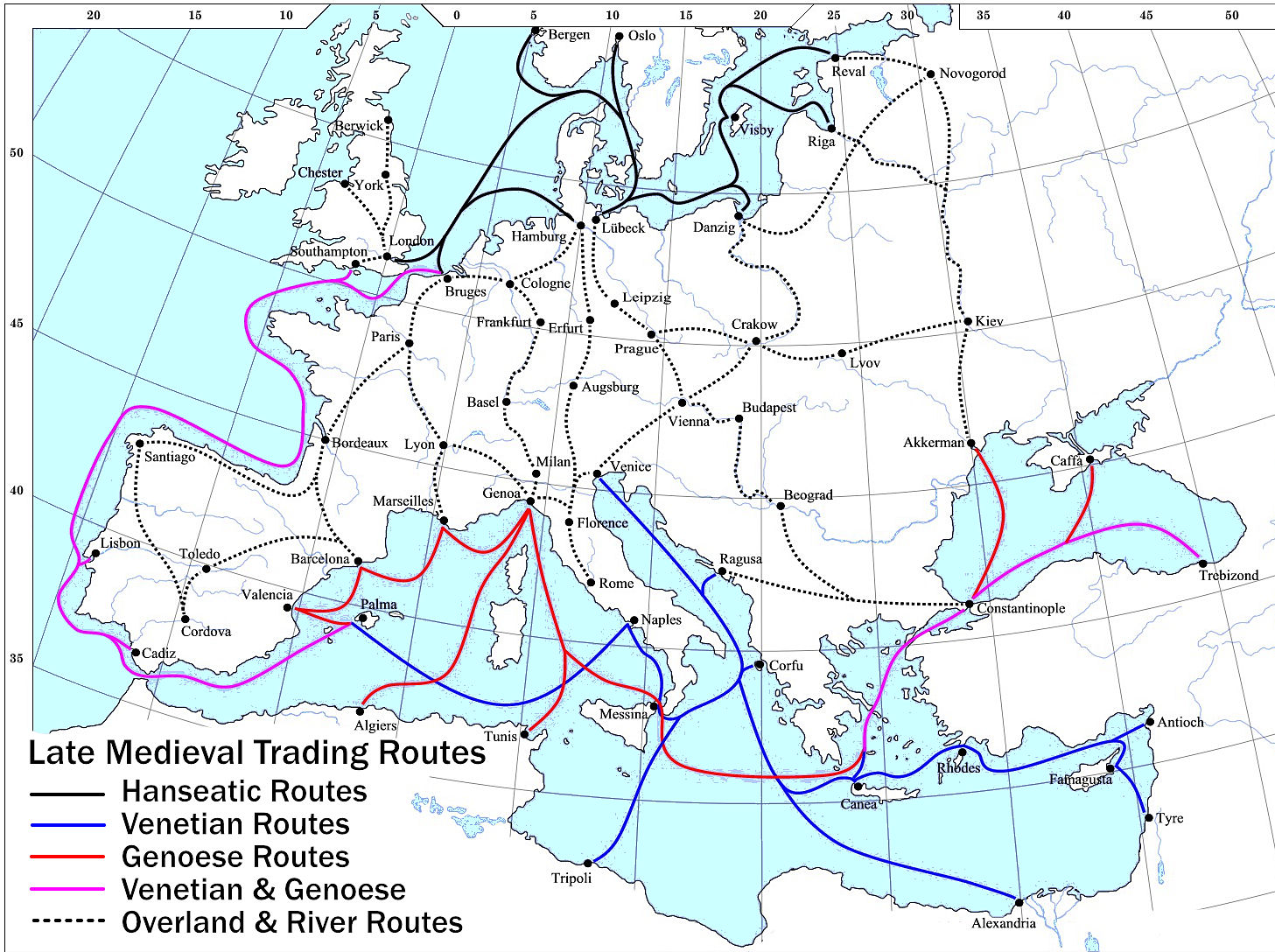
Principais rotas comerciais no Mediterrâneo e Europa no final da Idade Média
rotas genovesas
rotas venezianas
rotas genovesas e venezianas
rotas hanseáticas
(linha tracejada) rotas terrestres e fluviais

As guerras veneziano-genovesas foram uma longa série de conflitos militares ocorridos entre 1256 e 1381 pelo domínio do Mediterrâneo Oriental em que estiveram envolvidas as repúblicas marítimas italianas rivais de Veneza Génova. Usualmente distinguem-se quatro guerras, correspondentes aos períodos em que a conflitualidade foi mais intensa e durante os quais a guerra foi aberta, que alternaram com períodos de relativa acalmia.
As primeiras três guerras foram essencialmente conflitos navais, com batalhas travadas no Mediterrâneo Oriental, sobretudo no mar Egeu. A primeira decorreu entre 1257 e 1270, e demonstrou a superioridade de Veneza no mar, mas não foi suficiente para travar a expansão da influência genovesa, especialmente no Império Bizantino. A segunda guerra, travada entre 1294 e 1299, não teve nenhum vencedor nem vencido. A terceira, ocorrida entre 1350 e 1355, foi ganha por Génova. Finalmente, a quarta guerra, travada entre 1378 e 1381, saldou-se numa vitória de Veneza e decorreu sobretudo em Itália.

## Guerra de 1256–1270
A guerra rebentou devido ao assassínio dum cidadão genovês por um veneziano em Acre, a que se seguiu um ataque dos genoveses ao bairro veneziano da cidade. Em 1257 foi enviada uma frota desde Veneza, sob o comando de Lourenço Tiepolo (que depois viria a ser doge), que derrotou uma frota genovesa numericamente superior ao largo de Acre em junho de 1258.
A assinatura do Tratado de Ninfeu entre Génova e o imperador de Niceia Miguel VIII Paleólogo em março de 1261 representou um sério revés para Veneza, que foi agravado com a tomada de Constantinopla por Miguel pouco depois — Constantinopla era até então a capital do Império Latino, fortemente apoiado por Veneza e a derrota dos latinos marcou o ressurgimento dum Império Bizantino hostil aos Venezianos.
Ao longo da guerra, os Venezianos mantiveram a superioridade sobre os Genoveses nos combates navais. Em geral os almirantes genoveses mostravam-se relutantes a confrontar a marinha veneziana, apesar destes estarem em desvantagem numérica; e quando as batalhas chegavam a ocorrer, como na batalha de Settepozzi (na ilha grega de Spetses) em 1263, e ao largo de Trápani, na Sicília, em 1266, os resultados foram claras vitórias venezianas. Para proteger o seu comércio dos raides genoveses, os Venezianos criaram um sistema de comboio naval (frotas mercantes escoltadas por navios de guerra) que foi muito eficaz. A única vitória genovesa importante ocorreu em 1264, quando o almirante Simone Grillo logrou atrair a armada veneziana que escoltava uma frota mercante, deixando esta desprotegida, à mercê dos Genoveses que a destruíram.
As vitórias venezianas também tiveram como resultado o restauro parcial da presença veneziana e direitos de comércio no Império Bizantino, consagrados no acordo de tréguas assinado em 1268. A guerra terminou em 1270, sendo as tréguas mediadas por Luís IX de França, que pretendia empreender uma cruzada e para isso precisava do apoio das frotas italianas rivais.

## Guerra de 1294—1299
A rivalidade de longa data entre as duas repúblicas italianas conduziu a uma nova guerra  em 1294, que começou no norte do Egeu, Bósforo e na colónia genovesa de Gálata da capital bizantina. Quando os Venezianos atacaram a colónia, muitos Genoveses procuraram refúgio no interior das muralhas de Constantinopla, no outro lado do Corno de Ouro, e atacaram os mercadores venezianos da cidade. Os Venezianos retaliaram atacando os arrabaldes fora das muralhas, arrastando assim os Bizantinos para o conflito (um conflito que ficou conhecido como Guerra bizantino-veneziana e que perdurou até 1302). A população de Constantinopla retaliou atacando os Venezianos que ainda permaneciam na cidade.
Após terem ganho a batalha de Curzola, travada ao largo do que é hoje a cidade croata de Korčula, na costa da Dalmácia, os Genoveses pararam com os combates e assinaram uma "paz eterna" com os Venezianos em 1299, ao mesmo tempo que a guerra continuou, com maiores proporções, entre os Venezianos e Bizantinos. Marco Polo foi feito prisioneiro quando combatia pela sua Veneza natal nesta guerra, conhecida como guerra bizantino-veneziana de 1294-1302; enquanto esteve preso escreveu as suas memórias.

## Guerra de 1350—1355

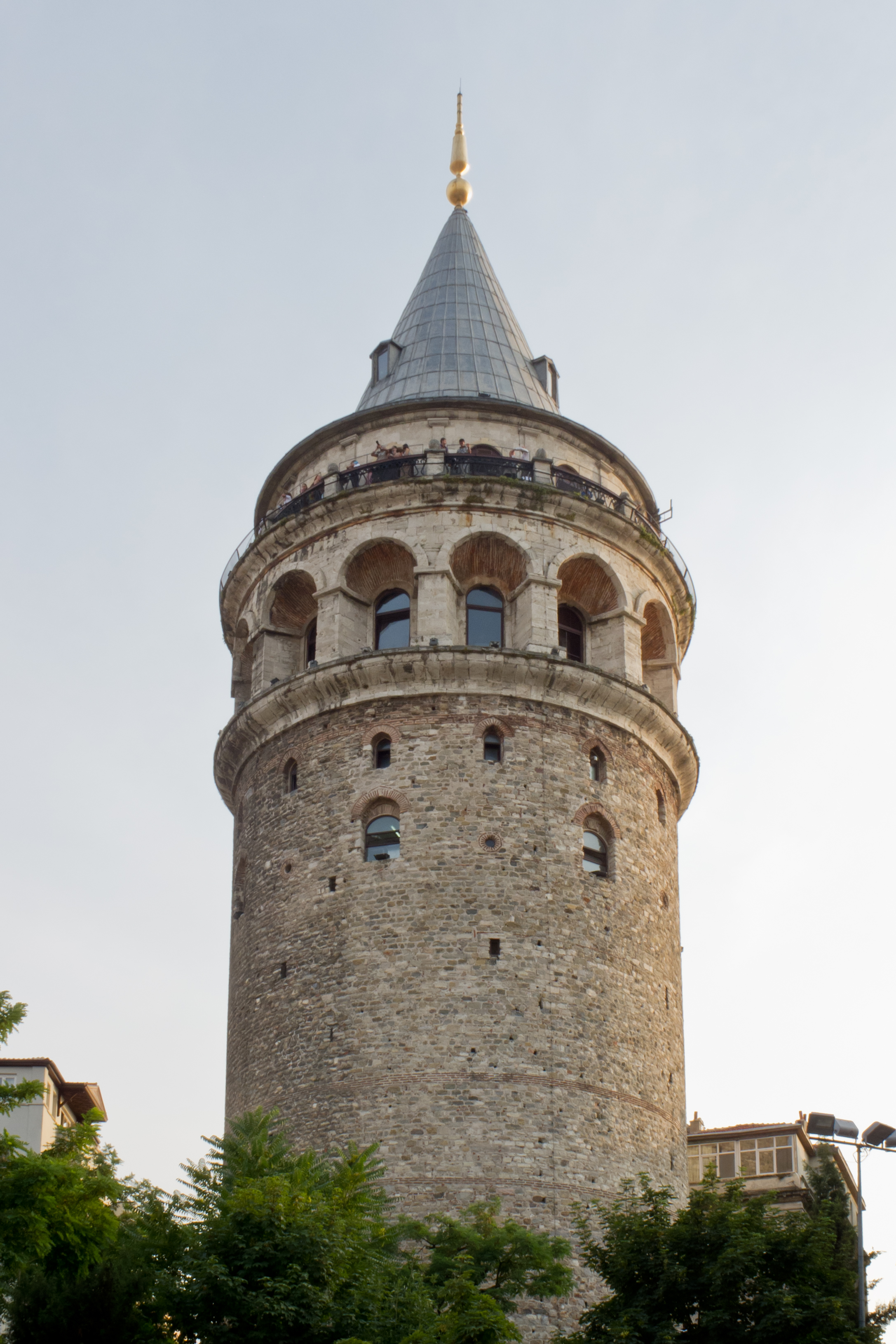
A Torre de Gálata, em Istambul, marca icónica da presença dos Genoveses na capital bizantina

Entre 1348 e 1349 os Genoveses travaram uma guerra breve com o imperador bizantino João VI Cantacuzeno em Gálata e em Quios. Em 1350 estavam novamente em guerra com Veneza, que pretendiam minar a atividade mercantil genovesa no Mediterrâneo Oriental. Entretanto, Génova tinha vinda a apoiar os adversários de Aragão na Sardenha e Pedro IV de Aragão a entrar na guerra ao lado dos Venezianos e Bizantinos. Génova viu-se obrigada a aliar-se ao beilhique otomano em expansão e chegou a fazer um assalto a Constantinopla. A 16 de janeiro de 1351, foi assinado em Veneza um tratado entre a república e a Coroa de Aragão "para a o tumulto, destruição e exterminação final dos Genoveses". O Papa Clemente VI tentou, sem sucesso, evitar os combates.
Sob o comando do seu general Niccolò Pisani, os Venezianos incendiaram Gálata no início do verão de 1351 e forçaram o imperador bizantino João VI a juntar-se à aliança anti-genovesa. A 12 de setembro o doge de Veneza Andrea Dandolo ratificou o tratado com Aragão. Este especificava que Aragão ficava responsável por parar as atividades de Génova no Mediterrâneo Ocidental e Itália enquanto Veneza tomava a seu cargo o mar oriental e o Levante.
Uma armada de 62 navios comandada por Paganino Doria zarpou para o Egeu pouco depois da perda de Gálata e cercou a fortaleza veneziana de Oreos, na ilha de Eubeia, onde se encontrava Pisani. Uma força de 300 cavaleiros e um grande contingente de infantaria foi enviado pelo duque de Atenas para defender Oreos. O cerco prolongou-se de 15 de agosto a 20 de outubro de 1351, quando Doria se viu forçado a levantá-lo devido à chegada duma frota catalã comandada por Pons de Catapan e aos reforços da guarnição dos sitiados vindos de Veneza. Pteleos, na Magnésia, foi arrasada e saqueada e todo o arquipélago sofreu uma inúmeros ataques de piratas genoveses.
Em janeiro de 1352, Veneza atraiu a República de Pisa para combaterem ao seu lado contra os Genoveses, que tinham derrotado os Pisanos na Batalha de Meloria em 1284, que colocou um ponto final no poder de Pisa no Mediterrâneo. A 13 de fevereiro, uma armada veneziano-aragonesa travou uma batalha com os Genoveses perto de Constantinopla, na batalha indecisiva do Bósforo; ambos os laods sofreram pesadas baixas, mas no final Veneza teve que abandonar o Bósforo e a armada aragonesa foi severamente atingida. A 6 de maio o imperador bizantino viu-se forçado a negociar a paz com Paganino Doria. Em resposta, Veneza pagou ao genro do imperador, João V Paleólogo, para entrar na guerra contra o sogro e os Genoveses. João VI iniciou depois uma campanha para obter o apoio do papa e para a união das igrejas católica e ortodoxa. o Papa Inocêncio VI respondeu apoiando entusiasticamente o imperador bizantino numa carta de 25 de março de 1353 e noutra de 29 de setembro, endereçadas a Génova, onde apelava à cidade-estado para que fizesse a paz com Veneza e Aragão. No entanto o entusiasmo do papa esmoreceu rapidamente quando João Paleólogo entrou em Constantinopla no ano seguinte (1354).
A 29 de agosto de 1354 os Genoveses foram derrotados em Alghero, na Sardenha e foram forçados a submeter-se a Giovanni Visconti, Senhor de Milão, que depois financiou uma frota com a qual enviou Doria novamente para o Oriente, onde derrotou Veneza e capturou 35 galés em Zonklon (Pilos). Esta derrota foi determinante para a deposição do doge Marino Faliero. A paz foi assinada com Génova a 1 de junho de 1355.

## Guerra de 1378–1381

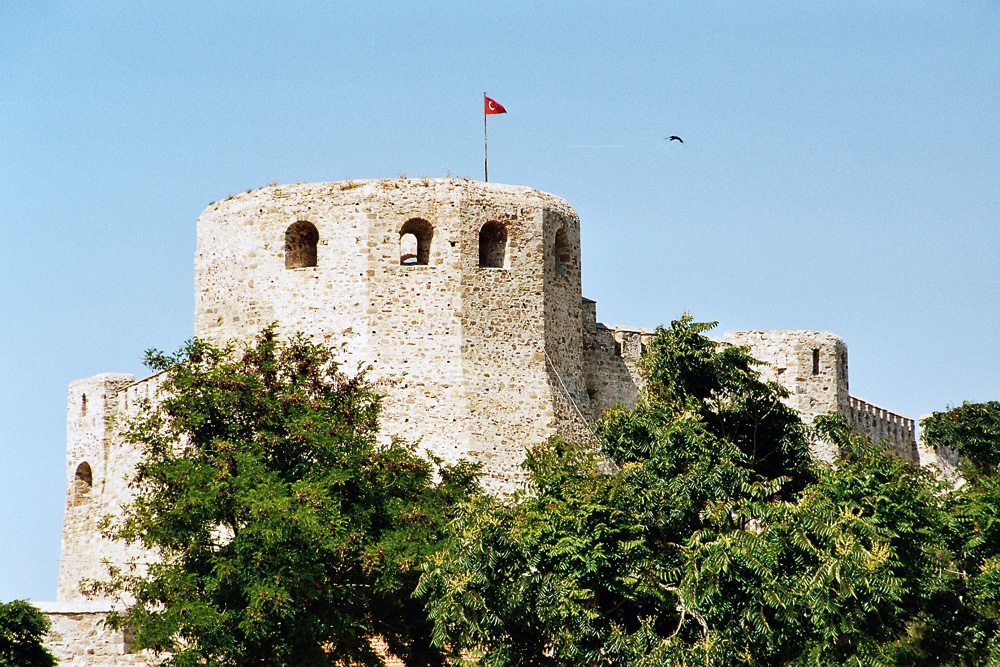
Fortaleza veneziana de Tenedos (atualmente chamada Bozcaada em

Conhecida como guerra de Chioggia, devido à batalha travada naquela cidade do Véneto em 1381, começou em 1378, com combates entre Veneza e Génova pela posse da ilha grega de Tenedos. Foi durante esta guerra que foram usados pela primeira vez canhões montados em navios, para apoio a operações anfíbias e talvez também contra galés genovesas. O conflito foi quase desastroso para ambos os lados, sendo claro que Génova foi muito afetada. se não fosse pelos seus almirantes Vettor Pisani e Carlo Zeno, Veneza teria sofrido tanto como a sua rival.
Em 1379, os Genoveses derrotaram os Venezianos ao largo de Pula. Em 1380 seria a vez dos Venezianos apanharem os Genoveses numa emboscada e destruírem a frota destes nas lagoas de Chioggia na batalha de Chioggia. Com a mediação de Amadeu VI, o "Conde Verde" de Saboia, os beligerantes acabariam por assinar um acordo de paz (tratado de Turim), o qual devido à ruína de Génova iria durar por muito tempo.